# Championnat d'Asie de rink hockey 2012
Navigation
Championnat d'Asie 2010 (Taipei) Championnat d'Asie 2014
Le Championnat d'Asie de rink hockey 2012 est la 15e édition de la compétition organisée par la Confederation of Asia Roller Sports et réunissant les meilleures nations asiatiques. Il s'agit de la dixième édition concernant la compétition féminine. Cette édition a lieu à Hefei, en République populaire de Chine.
L'équipe de Macao remporte pour la huitième fois la compétition masculine et l'équipe d'Inde remporte sa troisième couronne dans la compétition féminine.

## Participants

### Sélections masculines
- Australie
- Inde
- Macao
- Taïpei chinois

### Sélections féminines
- Inde
- Macao
- Taïpei chinois

## Résultats

### Compétition masculine
| Rang | Équipe         | Pts | J | G | N | P | Bp | Bc | Diff |  | Résultats      |      |      |      |       |
| ---- | -------------- | --- | - | - | - | - | -- | -- | ---- |  | -------------- | ---- | ---- | ---- | ----- |
| 1    | Macao          | 12  | 6 | 6 | 0 | 0 | 77 | 28 | +49  |  | Macao          |      | 13-6 | 15-7 | 16-2  |
| 2    | Inde           | 8   | 6 | 4 | 0 | 2 | 43 | 45 | -2   |  | Inde           | 3-6  |      | 7-5  | 13-11 |
| 3    | Australie      | 4   | 6 | 2 | 0 | 4 | 33 | 52 | -19  |  | Australie      | 4-16 | 6-7  |      | 5-4   |
| 4    | Taïpei chinois | 0   | 6 | 0 | 0 | 6 | 30 | 58 | -28  |  | Taïpei chinois | 6-11 | 4-7  | 3-6  |       |

### Compétition féminine
| Rang | Équipe         | Pts | J | G | N | P | Bp | Bc | Diff |  | Résultats      |   |   |   |
| ---- | -------------- | --- | - | - | - | - | -- | -- | ---- |  | -------------- | - | - | - |
| 1    | Inde           | 8   | 4 | 4 | 0 | 0 |    |    |      |  | Macao          |   | - | - |
| 2    | Taïpei chinois | 4   | 4 | 2 | 0 | 2 |    |    |      |  | Inde           | - |   | - |
| 4    | Macao          | 0   | 4 | 0 | 0 | 4 |    |    |      |  | Taïpei chinois | - | - |   |